# Nomada uhleri
Nomada uhleri är en biart som beskrevs av Cockerell 1905. Nomada uhleri ingår i släktet gökbin, och familjen långtungebin. Inga underarter finns listade i Catalogue of Life.